# 274300 UNESCO
274300 UNESCO è un asteroide della fascia principale. Scoperto nel 2008, presenta un'orbita caratterizzata da un semiasse maggiore pari a 2,4335911 UA e da un'eccentricità di 0,1413995, inclinata di 3,69853° rispetto all'eclittica.